# Ella Henderson
Gabriella "Ella" Michelle Henderson, född 12 januari 1996 i Tetney, England, är en brittisk sångare och låtskrivare. Hon kom på sjätte plats i den nionde säsongen av The X Factor (2012). Den 8 juni 2014 släppte Henderson sin debutsingel "Ghost" skriven av henne själv, Kenan Williams, Ryan Tedder, Noel Zancanella och Michael Daley, och som har blivit en singeletta i Storbritannien. Den 14 september 2014 släpptes hennes andra singel "Glow" som finns med på hennes debutalbum Chapter One som släpptes senare under hösten.

## Diskografi
Studioalbum
- 2014 – Chapter One (BPI: 2 x Platina)[5]

EP
- 2019 – Glorious

Singlar
- 2014 – "Ghost" (UK #1)[6]
- 2014 – "Glow" (UK #7)[6]
- 2014 – "Yours" (UK #16)[6]
- 2015 – "Mirror Man"
- 2015 – "Glitterball" (UK #4)[6]
- 2019 – "Glorious"
- 2019 – "Young"
- 2019 – "This Is Real" (med Jax Jones)
- 2019 – "Friends"